# Djupadal
Djupadal is een wijk in het stadsdeel Limhamn-Bunkeflo van de Zweedse stad Malmö. De wijk telt 4.033 inwoners (2013) en heeft een oppervlakte van 1,44 km². Djupadal bestaat voornamelijk uit rijtjeshuizen en villa's, die sinds de jaren 50 van de twintigste eeuw gebouwd zijn.